# Luci blu
Luci blu è un singolo della cantautrice italiana Emma, pubblicato il 6 marzo 2020 come terzo estratto dal sesto album in studio Fortuna.

## Descrizione
Il brano è stato scritto da Davide Simonetta e Simone Cremonini e tratta la necessità di andare avanti dopo aver perso una figura importante nella propria vita, come spiegato dalla cantante in occasione della presentazione del singolo:

## Video musicale
Il video, diretto da Paolo Mannarino, è stato pubblicato il 9 marzo 2020 attraverso il canale YouTube della cantante e ha visto la partecipazione dell'attore Alessandro Roja.

## Successo commerciale
Pur non essendo mai entrato nelle prime 100 posizioni della Top Singoli, Luci blu ha trascorso alcune settimane nella classifica radiofonica stilata da EarOne, risultando il 70º brano più trasmesso dalle radio nel 2020.